# 崇聖寺三塔
座標: 北緯25度42分31秒 東経100度08分50秒 / 北緯25.708725度 東経100.147236度
崇聖寺三塔（すうせいじさんとう）は、中国の雲南省大理市の郊外にある、正三角形をなすように並べられた三つの仏塔の総称。9世紀から10世紀の南詔・大理国時代に造られた。
大理古城の北約1.5kmにあり、蒼山山脈の北から10番目の峰（応楽峰）のふもと、洱海の西に位置している。

## 構造

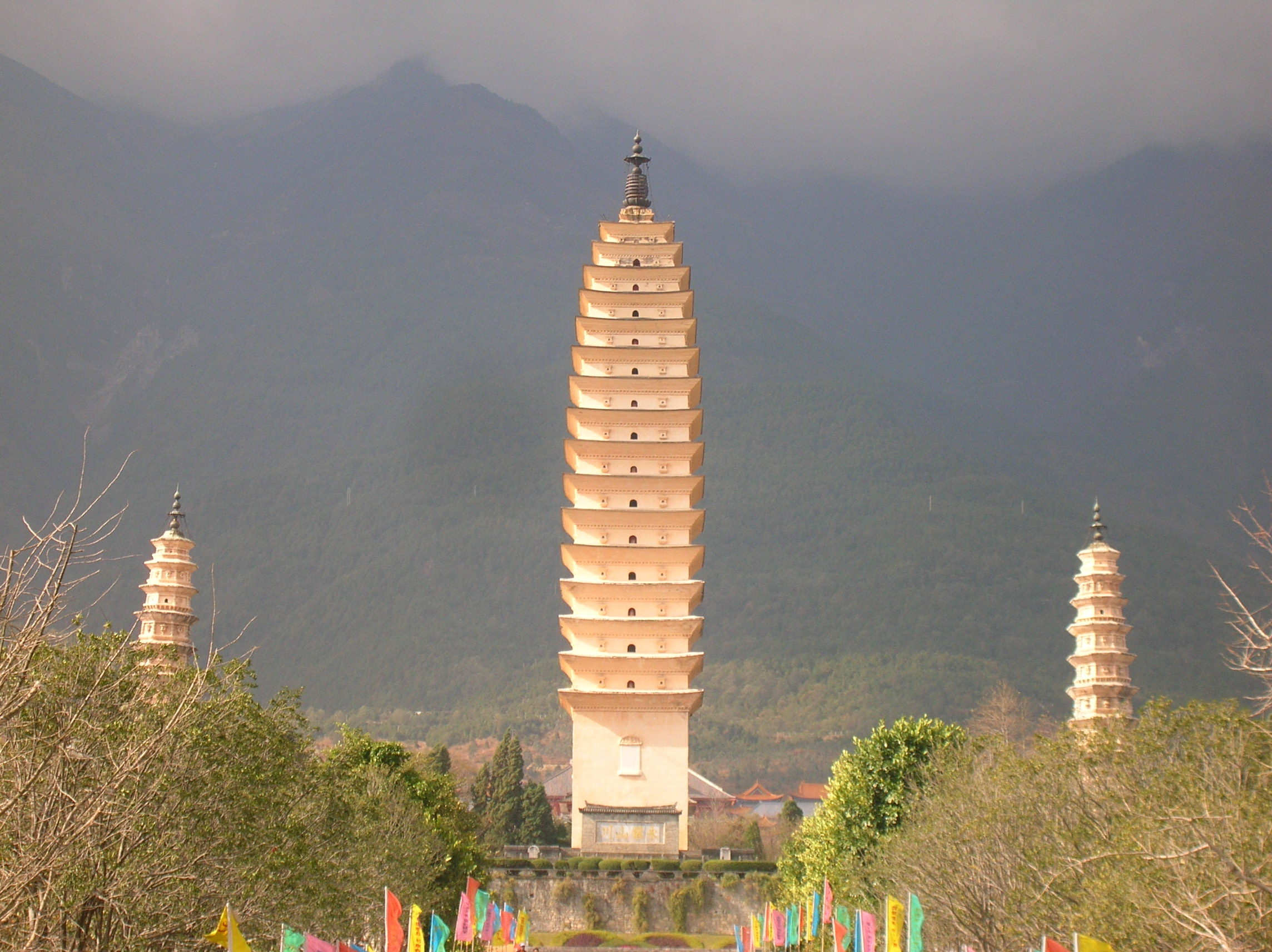
崇聖寺三塔の正面からの景観

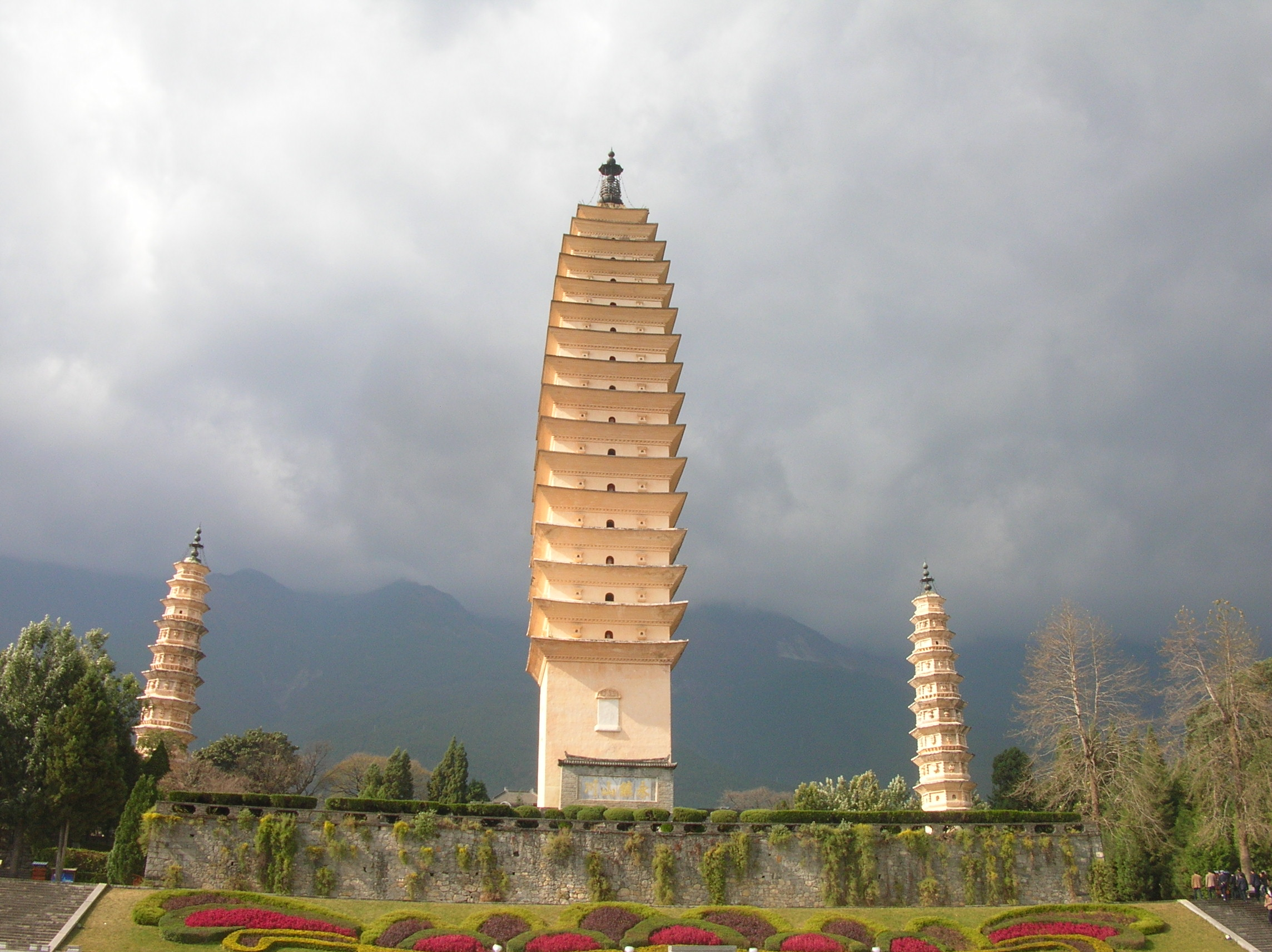
別な方向から見た三塔

崇聖寺三塔はレンガでできており、その上を白泥で覆っている。その名の通り、対称形をなすように配置された三つの塔から構成される。その優雅で調和がとれ、かつ荘厳なたたずまいは中国古代の仏教建築の中でも独特のものであり、大理の重要な観光スポットである。三つの塔は遥か遠くからでも見えるため、大理市のランドマークとなっており、中華人民共和国全国重点文物保護単位、中国の5A級観光地（2011年認定）にも指定されている。
主塔の千尋塔は、南詔王の勧豊祐によって823-840年の間に建てられたといわれている。高さ 69.6m で、中国史上もっとも高い仏塔のひとつである。千尋塔は四角形で、十六層からなる。各層には複数段からなる反っていないひさしがつけられている。各層の各面中央に彫られた仏龕には、白い大理石の仏像が鎮座している。第一層から八層にかけて、塔身は中空であり、3.3m の厚い壁で覆われている。1978年に修復を行ったとき、塔身の中から金・銀・水晶でできた像や仏典など、700件を越える仏教遺品が発見された。塔の設計者は、唐の首都である長安（現在の西安）から来たと考えられており、長安の小雁塔とよく似た様式に従っている（ただし小雁塔の方が百年古い）。
残り2つの塔は、百年ほどおくれて建てられ、千尋塔の北西と南西に位置している。高さは 42.19m である。千尋塔と異なって八角形をしており、十層からなっている。各層の各面の中心は仏龕で飾られている。
塔の後ろには聚影池という池があり、池面にうつる三塔の姿は有名である。

## 歴史

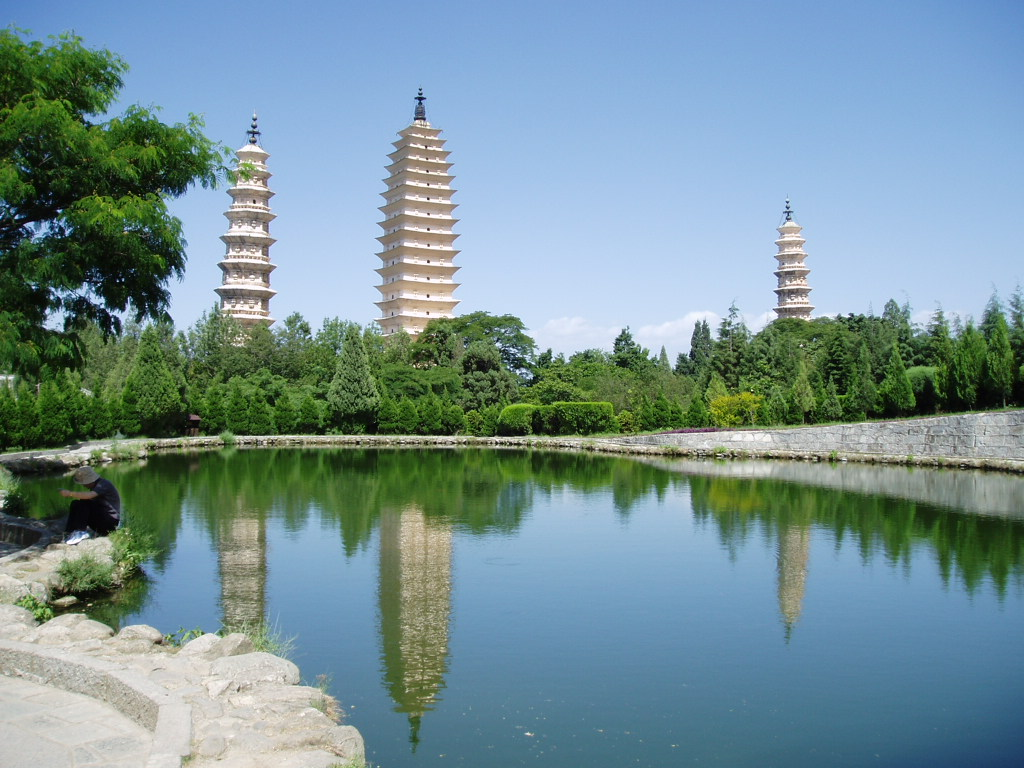
聚影池にうつる三塔

言い伝えによれば、大理は人間が住むようになる前は竜の棲む沢であった。竜が自然災害を起こして人間を排除しようとするので、三塔は竜を鎮めるために建てられた。
崇聖寺三塔はその丈夫さでも知られる。塔はその千年を越える歴史において何度も天災・人災に遭ってきた。塔が属する崇聖寺（三塔寺とも）は、千尋塔と同時期に建てられ、大理国の王室の菩提寺でもあったが、清の時代に火災で破壊され、塔だけが残った（崇聖寺はずっと後の2005年になって再建された）。明の正徳乙亥（1515年）5月6日の地震によって千尋塔は裂けたが、十日後の余震のときに奇跡的に元に戻ったという記録がある。最近の大地震としては、1925年の大理大地震で、大理で倒れなかった建物は百にひとつという被害を受けたにもかかわらず、三塔は倒れなかった。
千尋塔は唐の開成年間（836-840年）以降に建てられた。1979年の修復時に、相輪の下から、それ以前の修復の年（1000年、1142年、1145年）を記した3つの銅板が発見された。

## ギャラリー

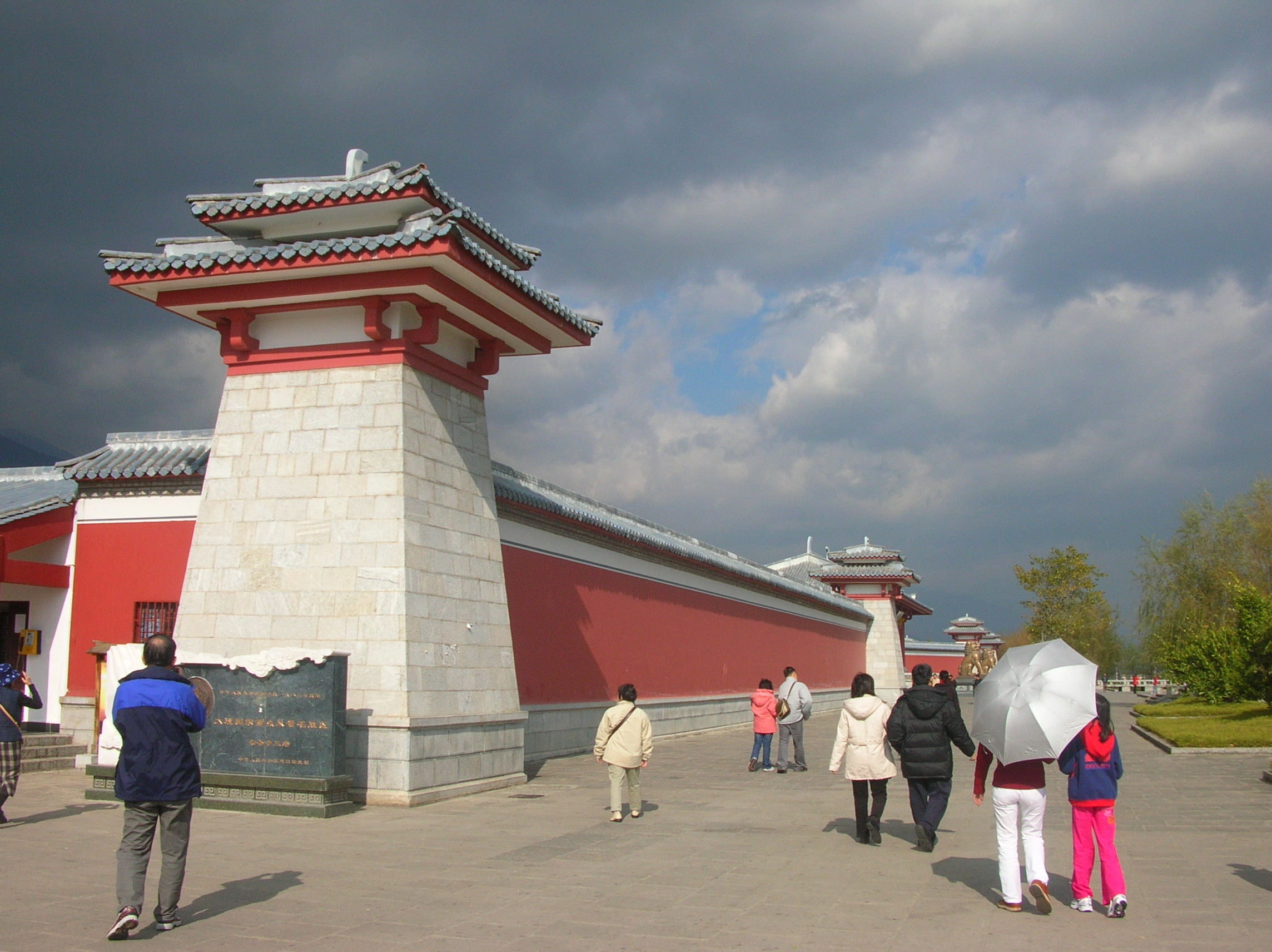
三塔への入口
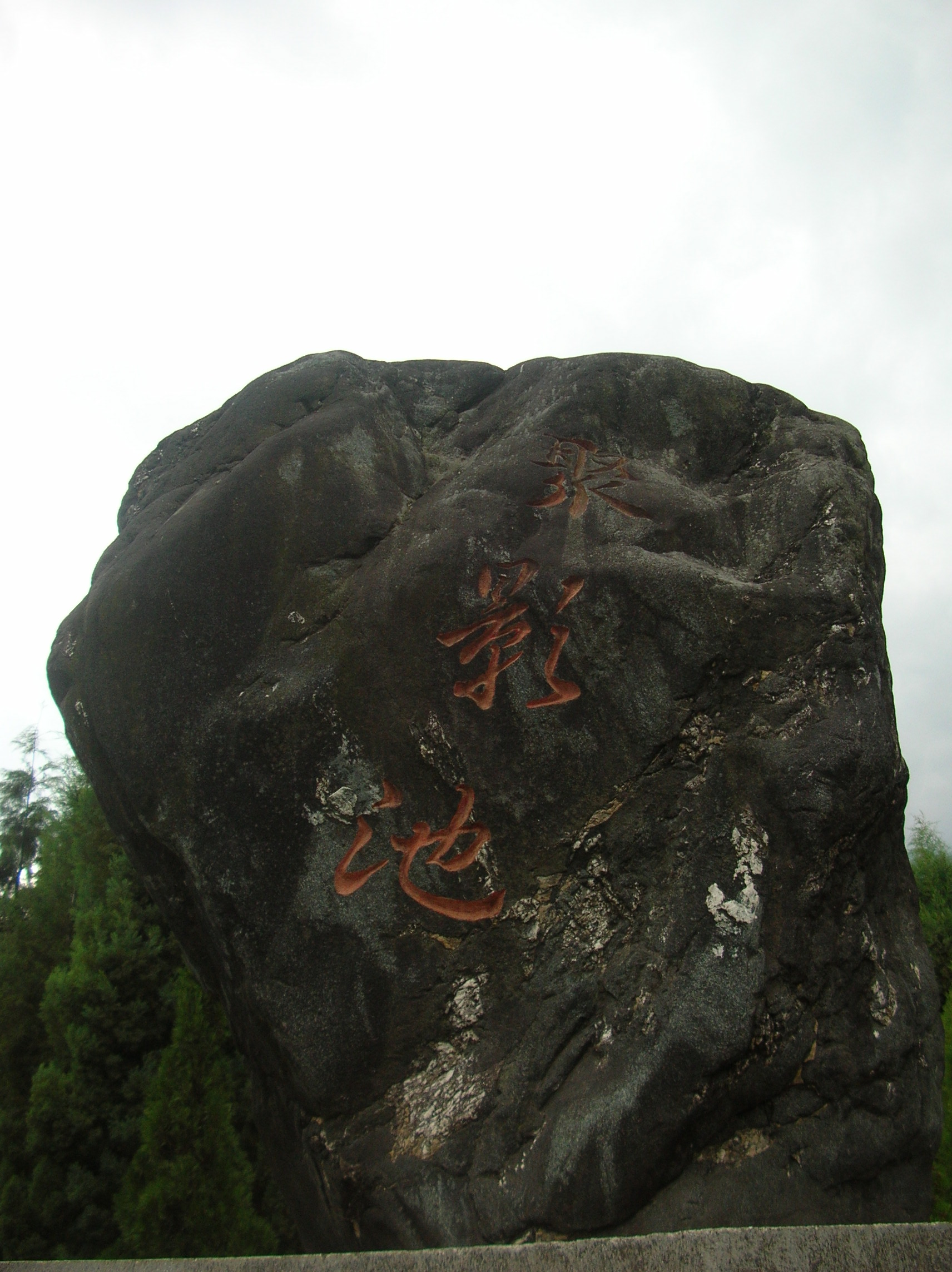
聚影池の名を刻んだ石
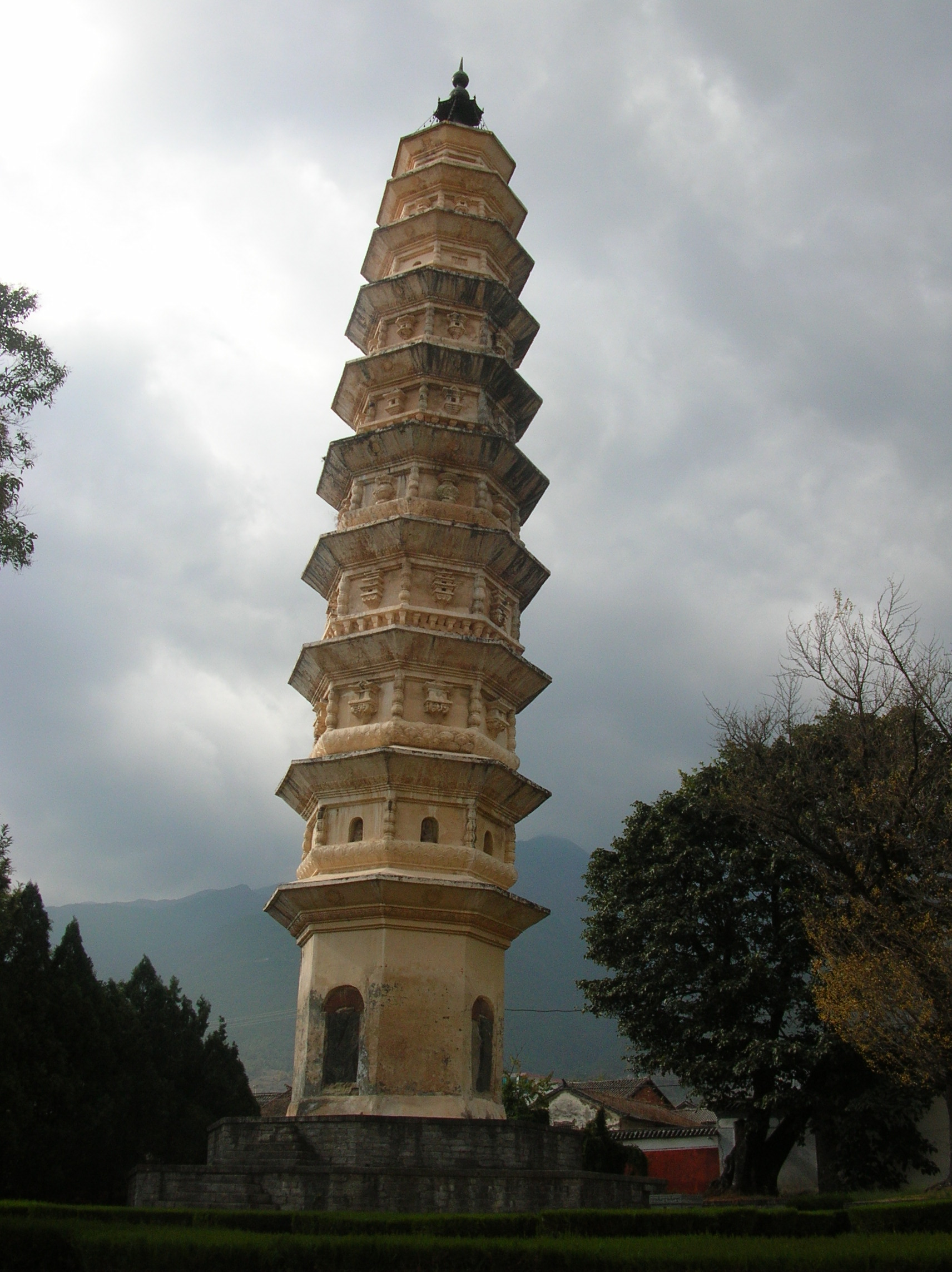
南塔は地盤に問題があり、傾いている